# Vlotho (stacja kolejowa)
Vlotho (niem. Bahnhof Vlotho) – stacja kolejowa w Vlotho, w kraju związkowym Nadrenia Północna-Westfalia, w Niemczech. Według DB Station&Service ma kategorię 6.

## Linie kolejowe
- Linia Elze – Löhne

## Połączenia
| Linia | Trasa                                                                                          | Takt     |
| ----- | ---------------------------------------------------------------------------------------------- | -------- |
| RB77  | Weser-Bahn (Bünde (Westf) –) Löhne (Westf) – Vlotho – Hameln – Elze – Nordstemmen – Hildesheim | godzinny |